# Hệ đo lường cổ Việt Nam
Hệ đo lường cổ Việt Nam bao gồm chủ yếu các đơn vị đo số thập phân thường được sử dụng trong phong tục tập quán Việt Nam. Hiện nay, Việt Nam chủ yếu sử dụng Hệ đo lường quốc tế.

## Khoảng cách
Các đơn vị đo độ dài cổ của Việt Nam theo hệ thập phân, ngoại trừ ngũ, dựa trên một cây thước cơ bản.
Tuy nhiên, trước khi Pháp chiếm đóng Đông Dương, đã có nhiều loại thước ở Việt Nam, phục vụ cho các mục đích khác nhau và có độ dài khác nhau. Theo Từ điển tiếng Việt thì trong hệ đo lường cổ Việt Nam có ít nhất hai loại thước đo chiều dài với các giá trị trước năm 1890 là thước ta (hay thước mộc, bằng 0,425 mét) và thước đo vải (bằng 0,645 m). Theo Nguyễn Đình Đầu thì cả trường xích và điền xích đều bằng 0,4664 mét. Theo Ths. Phan Thanh Hải trong bài "Hệ thống thước đo thời Nguyễn" thì có ba loại thước chính: thước đo vải (từ 0,6 đến 0,65 mét), thước đo đất (luôn là 0,47 mét) và thước mộc (từ 0,28 đến 0,5 mét).
Khi Pháp chiếm Nam kỳ, Nam kỳ dùng mét theo tiêu chuẩn của Pháp. Trung kỳ và Bắc kỳ tiếp tục dùng thước đo đất, điền xích, với độ dài 0,47 mét. Theo Dương Kinh Quốc (tr. 236), vào ngày 2 tháng 6 năm 1897, Toàn quyền Đông Dương Paul Doumer đã ra sắc lệnh quy định, kể từ ngày 1 tháng 1 năm 1898, ở địa bàn Bắc kỳ áp dụng cách tính 1 thước ta = 0,40 mét. Quy định này cũng đã thống nhất tất cả các loại thước (thước ta, thước mộc, điền xích...) thành một loại thước ta bằng 0,40 mét. Trung kỳ vẫn dùng chuẩn cũ và dẫn đến trong việc đo đất, các đơn vị chiều dài và diện tích (ví dụ sào) ở Trung kỳ gấp 4,7/4 và (4,7/4)² lần các đơn vị tương ứng ở Bắc kỳ.
Theo  và một sách hướng dẫn của Liên Hợp Quốc, các đơn vị đo chiều dài cổ của Việt Nam, vào đầu thế kỷ 20, là:
| Đơn vị đo      | Hán/Nôm | Giá trị cổ | Chuyển đổi cổ    | Giá trị hiện nay | Chuyển đổi hiện nay |
| -------------- | ------- | ---------- | ---------------- | ---------------- | ------------------- |
| trượng         | 丈      | 4 m        | 2 ngũ = 10 thước | ...              | ...                 |
| ngũ            | 五      | 2 m        | 5 thước          | ...              | ...                 |
| thước hay xích | 尺      | 40 cm      | 10 tấc           | 1 m              | 10 tấc              |
| tấc            | 𡬷      | 4 cm       | 10 phân          | 10 cm            | 10 phân             |
| phân           | 分      | 4 mm       | 10 ly            | 1 cm             | 10 ly               |
| ly hay li      | 釐      | 0,4 mm     | 10 hào           | 1 mm             | ...                 |
| hào            | 毫      | 0,04 mm    | 10 ti            | ...              | ...                 |
| ti             | 絲      | 4 µm       | 10 hốt           | ...              | ...                 |
| hốt            | 忽      | 0,4 µm     | 10 vi            | ...              | ...                 |
| vi             | 微      | 0,04 µm    | ...              | ...              | ...                 |

Chú ý:
- Thước còn gọi là "thước ta" để phân biệt với "thước tây" (hay mét). Ngoài đo chiều dài, thước còn dùng để đo diện tích đất (trình bày ở dưới). Xem thêm bài thước và đơn vị đo chiều dài cổ Việt Nam.
- Theo sách hướng dẫn của Liên Hợp Quốc[6], một số nơi dùng 1 trượng = 4,7 mét một cách không chính thức. Theo Từ điển tiếng Việt[1] (tr. 1093), trượng có 2 nghĩa: 10 thước Trung Quốc cổ (khoảng 3,33 mét) hoặc 4 thước mộc (khoảng 1,70 mét).
- Đơn vị tấc được một tài liệu ghi là "túc". Theo sách hướng dẫn của Liên Hợp Quốc[6], một số nơi dùng 1 tấc = 4,7 xentimét một cách không chính thức.

Ngoài ra:
- 1 chai vai = 14,63 mét
- Dặm. Theo Từ điển tiếng Việt[1] (tr. 264) thì 1 dặm = 444,44 mét. Còn theo Từ lâm Hán Việt từ điển[9] (tr.1368) thì 1 dặm = 1800 xích (thước Trung Quốc) = 576 mét.
- Lý. Theo Từ lâm Hán Việt từ điển[9] có hai loại lý: công lý tức là lý đã được chuẩn hóa theo SI = 1 kilômét = 3125 xích (thước Trung Quốc); còn thị lý là đơn vị đo cổ, dài chừng 1562,55 xích.
- Sải

Thành ngữ tiếng Việt:
- "Sai một ly, đi một dặm": thành ngữ này muốn nói một sai sót rất nhỏ có thể dẫn đến hậu quả rất lớn (1 dặm bằng khoảng 106 hay 1 000 000 ly).

## Diện tích
Theo sách hướng dẫn của Liên Hợp Quốc, các đơn vị đo diện tích cổ của Việt Nam là:
| Đơn vị đo      | Hán/Nôm | Giá trị cổ | Chuyển đổi cổ | Suy từ khoảng cách | Giá trị ở miền Trung |
| -------------- | ------- | ---------- | ------------- | ------------------ | -------------------- |
| mẫu            | 畝      | 3600 m²    | 10 sào        | ...                | 4970 m²              |
| sào            | 巢      | 360 m²     | 10 miếng      | ...                | 497 m²               |
| miếng          | ...     | 36 m²      | 1.5 xích      | 3 ngũ × 3 ngũ      | ...                  |
| xích hay thước | 尺/𡱩   | 24 m²      | 10 tấc        | ...                | 33 m²                |
| than           | ...     | 4 m²       | ...           | 1 ngũ × 1 ngũ      | ...                  |
| tấc hay thốn   | 𡬷/寸   | 2,4 m²     | 10 phân       | ...                | 3,3135 m²            |
| phân           | ...     | 0,24 m²    | 1.5 ô         | ...                | ...                  |
| ô hay ghế      | ...     | 0,16 m²    | 10 khấu       | 1 thước × 1 thước  | ...                  |
| khấu           | ...     | 0,016 m²   | ...           | ...                | ...                  |

Chú ý:
- Các giá trị diện tích ở miền Trung Việt Nam lớn gấp (4,7/4)² lần các giá trị phổ thông. Điều này là do quy ước đơn vị đo chiều dài (trượng, tấc...) ở miền Trung lớn gấp 4,7/4 lần các giá trị phổ thông, như đã giải thích ở trên.

Cách tính cũng tùy theo vùng miền và cũng rất tùy tiện, không đồng nhất.
1 mẫu ở khu vực Bắc Bộ khoảng 3.600m2,
1 mẫu ở khu vực Trung Bộ khoảng 5.000m2,
1 mẫu ở khu vực Nam Trung Bộ khoảng 10.000m2,
Tuy nhiên vẫn có vài nơi trên Việt Nam đặc biệt là vùng Tây Nguyên và Cao Nguyên Đồng Văn, nơi đa số là người dân tộc Ê Đẽ và H'Mông sinh sống thì 1 mẫu (1 Hécta) được quy đổi ra khoảng 1.000m2
- Theo sách hướng dẫn của Liên Hợp Quốc[6], "phân" còn được viết là "phấn".
- Đơn vị "sào" đã có tài liệu ghi là "cao". Sào có hai loại khác nhau: sào Bắc Bộ và sào Trung Bộ.

Ngoài ra:
- Công (đơn vị đo)
- Dặm vuông

## Thể tích
Theo sách hướng dẫn của Liên Hợp Quốc và Hán-Việt từ điển của Thiều Chữu, các đơn vị đo thể tích cổ của Việt Nam là:
| Đơn vị đo            | Hán/Nôm | Giá trị cổ  | Chuyển đổi cổ | Suy từ khoảng cách      | Chú ý                        |
| -------------------- | ------- | ----------- | ------------- | ----------------------- | ---------------------------- |
| miếng                | ...     | 14,4 m³     | ...           | 3 ngũ × 3 ngũ × 1 thước | Đo đất trong mua bán đất     |
| lẻ hay than          | ...     | 1,6 m³      | ...           | 1 ngũ × 1 ngũ × 1 thước | Khi đong gạo, 1 lẻ ≈ 0,1 lít |
| đấu                  | 斗      | 10 lít      | 2 bát = 5 cáp | ...                     | ...                          |
| thưng hay thăng      | ...     | 1 lít       | ...           | ...                     | ...                          |
| bát                  | ...     | 0,5 lít     | ...           | ...                     | ...                          |
| cáp                  | ...     | 0,2 lít     | 100 sao       | ...                     | ...                          |
| hộc (hợp)            | 合      | 0,1 lít     |               |                         |                              |
| sao tục gọi là nhắm  | 抄      | 2 mililít   | 10 toát       | ...                     | Đong ngũ cốc                 |
| toát tục gọi là nhón | 撮      | 0,2 mililít | ...           | ...                     | Đong ngũ cốc                 |

Ngoài ra:
- 1 phương gạo = 13 thăng hay 30 bát gạt bằng miệng, năm 1804 (theo Thực Lục, I I I, 241 - Đại Nam Điển Lệ, trang 223).
- 1 vuông gạo = 604 gr 50, theo Nguyễn vănTrình và Ưng Trình, BAVH, số 1, 1917.
- 1 phương còn gọi là vuông phổ thông gọi là giạ= 38.5 lít, tuy nhiên cũng có tài liệu ghi là 1 phương = 1/2 hộc, tức khoảng 30 lít
- 1 giạ = thời Pháp được quy định là 40 lít khi đong gạo nhưng cũng có khi chỉ là 20 lít cho một số mặt hàng[11]
- 1 túc = 3⅓ micrôlít
- 1 uyên = 1 lít

Sang thời Pháp thuộc ở Nam Kỳ các đơn vị dung tích được quy định lại như sau:
| Đơn vị đo | Giá trị cổ | tính theo mét hệ                  | cách dùng | trọng lượng       |
| --------- | ---------- | --------------------------------- | --------- | ----------------- |
| hộc       | 26 thăng   | 71,905 lít                        | đong thóc | 1 tạ thóc = 68 kg |
| vuông     | 13 thăng   | 35,953 lít sau lại định là 40 lít | đong gạo  |                   |
| thăng     | ...        | 2,766 lít                         | ...       | ...               |
| hiệp      | 0,1 thăng  | 0,276 lít                         | ...       | ...               |
| thược     | 0,01 thăng | 0,0276 lít                        | ...       | ...               |

- Đong thóc dùng hộc và đong gạo dùng vuông vì một hộc thóc khi xay ra thì được 1 vuông gạo.
- 1 hộc thóc cân nặng 1 tạ

### Đơn vị địa phương
Theo sách hướng dẫn của Liên Hợp Quốc:
- 1 thùng (dùng tại Nam kỳ và Campuchia) = 20 lít. Có tài liệu gọi "thùng" là "táu".

## Khối lượng
Theo ,, các đơn vị đo khối lượng cổ của Việt Nam là:
| Đơn vị đo    | Hán/Nôm | Giá trị cổ | Chuyển đổi cổ | Giá trị hiện nay | Chuyển đổi hiện nay |
| ------------ | ------- | ---------- | ------------- | ---------------- | ------------------- |
| tấn          | 擯      | 604,5 kg   | 10 tạ         | 1000 kg          | 10 tạ               |
| quân         |         | 302,25 kg  | 5 tạ          | 500 kg           | không còn dùng      |
| tạ           | 榭      | 60,45 kg   | 10 yến        | 100 kg           | 10 yến              |
| bình         |         | 30,225 kg  | 5 yến         | 50 kg            | không còn dùng      |
| yến          | ...     | 6,045      | 10 cân        | 10 kg            | 10 cân              |
| cân          | 斤      | 604,5 g    | 16 lạng       | 1 kg             | 10 lạng             |
| nén          | ...     | 378 g      | 10 lạng       | ...              | ...                 |
| lạng         | 兩      | 37,8 g     | 10 đồng (hoa) | 100 g            | ...                 |
| đồng hay hoa | 钱      | 3,78 g     | 10 phân       | 10 g             | ...                 |
| phân         | 分      | 0,38 g     | 10 ly         | ...              | ...                 |
| ly hay li    | 厘      | 37,8 mg    | 10 hào        | ...              | ...                 |
| hào          | 毫      | 3,8 mg     | 10 ti         | ...              | ...                 |
| ti           | 絲      | 0,4 mg     | 10 hốt        | ...              | ...                 |
| hốt          | 忽      | 0,04 mg    | 10 vi         | ...              | ...                 |
| vi           | 微      | 0,004 mg   | ...           | ...              | ...                 |

Chú ý:
- Tấn khi nói về trọng tải của tàu bè còn có thể mang ý nghĩa chỉ dung tích, 2,8317 mét khối hoặc 1,1327 mét khối, theo [15].
- Cân còn được gọi là "cân ta" để phân biệt với "cân tây" là kilôgam.
- Nén còn được chép là 375 gam ở một tài liệu[15], tuy nhiên giá trị này mâu thuẫn với giá trị của lạng từ cùng tài liệu này là 37,8 gam. Giá trị 375 gam phù hợp với quy ước đo khối lượng kim hoàn.
- Đồng dùng trong đo khối lượng còn được gọi là "đồng cân"[15].

Thành ngữ tiếng Việt:
- "Của một đồng, công một nén": thành ngữ này muốn về một vật có giá trị vật chất nhỏ nhưng công sức để làm ra lớn (1 nén = 100 đồng).
- "Kẻ tám lạng, người nửa cân": thành ngữ này muốn nói rằng hai bên bằng nhau (8 lạng = ½ cân, theo chuyển đổi cổ).

### Kim hoàn
Trong giao dịch vàng, bạc, đá quý,...
- Lạng (Còn gọi là cây, lượng) bằng 10 chỉ. 1 cây = 37,50 gam
- 1 Chỉ = 3,75 gam

Thời Pháp thuộc chính quyền còn ấn định một số trọng lượng để dễ bề trao đổi:
- 1 nén = 2 thoi = 10 đính = 10 lượng[10]

### Đơn vị địa phương
- Theo  "binh" dùng tại An Nam bằng 69 pound.

## Thời gian
- Canh (更): còn gọi là "trống canh" bằng hai giờ hiện nay (7.200 s theo tiêu chuẩn quốc tế).
- Giờ: còn gọi là "giờ đồng hồ" hay "tiếng đồng hồ"; bằng một giờ của hệ đo lường quốc tế.
- Khắc: là đơn vị cổ về thời gian ở Việt Nam; đã thay đổi giá trị nhiều lần. Xa xưa, quy định 1 khắc = 1/6 ngày = 2 giờ 20 phút (đêm 5 canh, ngày 6 khắc), sau đó quy định bằng 1/100 ngày, tức là 14 phút 24 giây. Đến triều Nguyễn lại đổi 1 khắc = 1/96 ngày = 15 phút. Hiện được dùng không thông dụng, để chỉ khoảng thời gian bằng 1/4h, tức là 15 phút.

## Tiền tệ
- Quan
- Tiền
- Trinh
- Đồng (đơn vị tiền cổ)
- Hào: bằng 1/10 của một đồng
- Xu: bằng 1/10 của một hào